# Affaire Schnæbelé
L'affaire Schnæbelé est un important incident diplomatique entre la France et l'Allemagne, qui éclata le 20 avril 1887 alors que les discours revanchards du général Boulanger avaient fait monter la tension entre les deux pays.

## Contexte

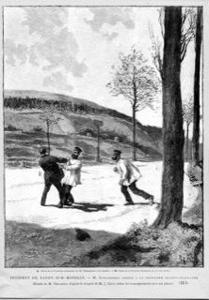
Illustration : Schnæbelé saisi à la frontière par la police secrète allemande.

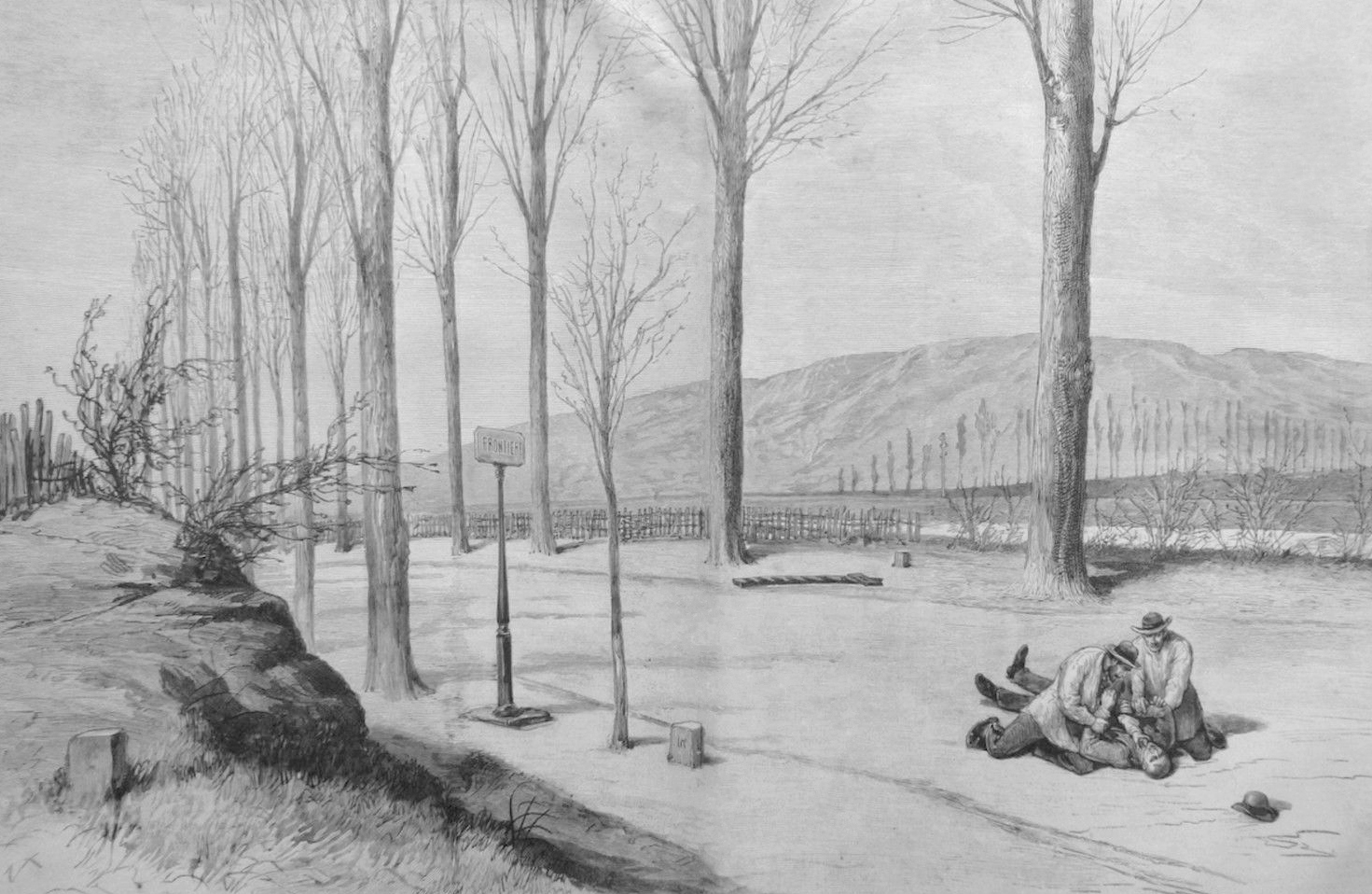
Illustration : Schnæbelé traîné par ses assaillants du côté allemand de la frontière (à gauche). Le repère sur le bord gauche de la route marque la limite entre la route française et le talus de la voie ferrée allemande.

Les années 1880 sont marquées par une remontée des tensions entre la France et l'Allemagne. Alors que la plupart des Français veulent la paix, le patriotisme est en net regain. La situation diplomatique se tend notamment en 1885 avec la chute de Jules Ferry, facteur de stabilité.
Le chancelier allemand Bismarck se retrouve en 1886 face à une situation intérieure difficile, à la progression du Zentrum, au retournement de sa politique du Kulturkampf et au début de la Grande Déflation. Il favorise la germanisation et discrédite ses opposants en les faisant passer pour des traîtres. Il utilise alors le revanchisme français pour faire pression sur son opinion publique et les partis de sa coalition.
Côté français, le général Georges Boulanger, alors ministre de la Guerre, développe, au moment de son arrivée au ministère de la Guerre, des activités d'espionnage dans les départements annexés par le Reich après la défaite de 1870, sans en référer à ses collègues et dans la perspective d'une éventuelle revanche qu'il appelait déjà de ses vœux, en utilisant notamment les services de fonctionnaires civils connaissant bien cette région, dont Guillaume Schnæbelé, commissaire de police français d'origine alsacienne en fonction à Pagny-sur-Moselle, en Meurthe-et-Moselle, situé en Lorraine française, sur la frontière de l'époque. La frontière se trouve plus exactement entre Arnaville, en France, et Novéant, en Moselle annexée.
Boulanger est déjà surnommé « Général Revanche » pour son patriotisme et ses réformes préparant la guerre suivante et supposé proche des radicaux. Bismarck n'apprécie pas sa virulence en 1886 mais comprend rapidement qu'il n'a en réalité pas le soutien du gouvernement pour mettre en place sa Revanche. Il peut donc habilement utiliser cette figure comme épouvantail pour sa propre chambre, le Reichstag, mais aussi contre le gouvernement français.
Le 31 décembre 1886, l'Allemagne durcit nettement les conditions d'entrée en Alsace-Lorraine aux militaires Français, qui doivent désormais être en possession d'un permis de séjour. Une nouvelle loi militaire, le Septennat, est en préparation, avec une augmentation du budget permettant de disposer de 41 000 hommes supplémentaires en temps de paix, mais Bismarck comprend qu'il n'a pas la majorité pour l'obtenir. Il force l'augmentation des tensions le 11 janvier 1887 en mettant en cause directement Boulanger devant le Reichstag comme menaçant l'Allemagne. Le 14, mis en minorité, il dissout le Reichstag et provoque de nouvelles élections pour février. Le 28 janvier, il réaffirme que Boulanger prépare activement la revanche. L'Allemagne rappelle ensuite plusieurs milliers de réservistes. Bismarck joue avec l'opinion française en même temps que sur l'opinion allemande. Les élections lui sont favorables, et il peut ainsi faire voter le Septennat.
Boulanger souhaite alors lui aussi appeler les réservistes mais en est empêché par le Président Jules Grévy, qui refuse de signer les décrets. La détente est presque immédiate après le 22 février.
Pourtant, dès le 29 mars, l'Allemagne applique le permis de séjour à tous les Français civils en Alsace-Lorraine et un député protestataire de Metz est expulsé. Une nouvelle fois, la tension rediminue grâce au gouvernement français, qui ne réagit pas.

## Un policier bilingue
Guillaume Schnæbelé est né le 11 octobre 1827 à Eckbolsheim, en Alsace, près de Strasbourg, et mort le 5 décembre 1900 à Nancy. Cet ancien instituteur devient en 1860 commissaire spécial des chemins de fer, service qui exerce en fait des fonctions de police de sûreté intérieure et extérieure. Durant la guerre de 1870-1871, il est chargé de renseigner l'armée française et en 1871 opte pour la France. Fréquemment en poste dans des villes proches de la frontière allemande (dite frontière franco-allemande), il reçoit la Légion d'honneur le 3 février 1877. Après l'incident de 1887, il est muté à Laon. En 2005, son nom a été donné à un pont du TGV près de Pagny-sur-Moselle.

## La journée du 20 avril 1887
Sans doute pour faire pression sur le gouvernement français, les Allemands tendent un piège à Schnæbelé en demandant à l'un de ses collègues de la Lorraine septentrionale (rattachée à l’Empire allemand depuis 1871), Johann Gautsch, commissaire d'Ars-sur-Moselle, de l'inviter à se rendre à la frontière pour affaire de service sous prétexte d'un incident portant sur la vandalisation du poteau de la frontière allemande.
Le 20 avril, alors que Schnæbelé fait seul les cent pas de part et d'autre de la frontière en attendant son collègue, il est appréhendé sur le territoire annexé par deux policiers allemands, déguisés en ouvriers agricoles. Au cours de l'empoignade, il réussit, selon deux témoins travaillant dans les vignes jouxtant la route, François et Joseph Gautier, à refranchir la frontière et est finalement maîtrisé « en territoire français ». Le commissaire est fait prisonnier en Allemagne et menacé d'être déféré devant une cour martiale de ce pays.
L'endroit exact de l'arrestation et donc son bien-fondé du point de vue de l'autorité allemande, qui invoque la violation de son territoire et des activités d'espionnage, reste incertain. En tout état de cause, les autorités françaises arguent que le commissaire Schnæbelé, fonctionnaire français, qu'il se soit trouvé en France ou en Allemagne, sur invitation d'un officiel allemand, était dans l'exercice de ses fonctions et qu'il avait donc été arrêté illégalement par les deux agents des services de renseignement allemands.

## La réaction française et l'affaire proprement dite
Mis au courant le jour même, René Goblet, alors président du Conseil des ministres depuis le 11 décembre 1886, propose lors de la session de celui-ci le 23 d'envoyer aux Allemands un ultimatum, soutenu par le ministre Boulanger, qui se déclare prêt à décréter la mobilisation générale des troupes et de la réserve. Plus froids et conscients des dangers d'une éventuelle nouvelle guerre pour une France encore sans alliés, le président de la République Jules Grévy et le ministre des Affaires étrangères Émile Flourens, en bons juristes, voient immédiatement que les Allemands ont été très maladroits dans la forme alors qu'ils avaient certainement raison sur le fond en dénonçant les activités d'espionnage de Schnæbelé.
En effet, qu'il ait été ou non arrêté sur le sol allemand, c'était sans la moindre dissimulation et en vertu d'une convocation officielle d'un agent du gouvernement de ce pays qu'il avait franchi cette fois la frontière, la convocation retrouvée sur son bureau ayant valeur de sauf-conduit en droit international. Côté allemand, l'enquête qui suit est de mauvaise foi mais uniquement en raison de l'arrogance de l'administration.
Le gouvernement se contente donc le 26 avril « innocemment » de demander des explications à l'Allemagne par la voie diplomatique ordinaire, à savoir par l'intermédiaire de l'ambassadeur Jules Herbette en poste à Berlin. C'est le ministre des Affaires étrangères Flourens qui adresse une demande d'explication au gouvernement allemand. Bismarck, ne voulant pas aggraver une situation déjà très tendue avec la France, dans laquelle l'Allemagne passe pour la menace, fait libérer le commissaire le 30 avril.

## Suite de l'affaire et conclusion
De son côté, Bismarck fait face à des difficultés politiques avec certains membres de son cabinet et a conscience comme ancien diplomate de la bévue pour le moins « monumentale » de ses services. Comme l'empereur Guillaume Ier, il s'inquiète des positions bellicistes de Boulanger, qu'il semble surestimer comme adversaire potentiel. N'étant pas désireux d'un nouveau conflit avec la France, il renvoie le 30 avril Schnæbelé en France sans jugement et classe l'affaire sans suite par une note « acrimonieuse », dira t-on à l'époque aux ministères des Affaires étrangères français et allemands.
Les deux inspecteurs sont jugés comme des héros du patriotisme et des traîtres de part et d'autre de la frontière, chacun étant le miroir de l'autre. Cependant, la situation locale est totalement différente. Alors que Schnæbelé est soutenu par la population, Gautsch est menacé et détesté par les habitants et demande à être muté.

## Analyse historique
- Si vous ne connaissez pas le sujet, laissez ce bandeau (vous pouvez alors contacter les auteurs).
- Si vous supprimez le contenu mis en cause (vous pouvez préalablement contacter les auteurs),

argumentez précisément cette suppression dans la page de discussion
(un manque de référence n'est pas un argument ; une recherche réelle de référence doit avoir été effectuée, être formellement documentée).
Cette affaire démontra cependant aux républicains français et en particulier aux radicaux comme Georges Clemenceau, qui soutenaient jusqu'alors Boulanger avec parfois un certain enthousiasme, à quel point ce général et sa politique toute personnelle représentaient une menace pour la sécurité du régime et du pays lui-même. Cette affaire a d'autant plus permis d'en couvrir une autre beaucoup plus grave, véritable casus belli en droit international, celle d'un réseau récemment démantelé par les services allemands, composé en territoire allemand d'Alsaciens-Lorrains restés fidèles à la France. Cet espionnage était organisé par Boulanger de son propre chef sans en référer à ses collègues et supérieurs. L'armée française a même déjà fourni des armes et munitions à ces espions dans l'éventualité d'un nouveau conflit envisagé par le général. Toutefois, l'obsession de la « Revanche » et de la récupération de l'Alsace-Lorraine, forte dans les années 1870, s'était déjà atténuée dans les années 1880 et avait disparu des perspectives politiques. Même Boulanger, malgré son surnom populiste de « général Revanche », excluait catégoriquement l'idée d'une guerre de revanche contre l'Allemagne. Quant aux monarchistes, ils jugeaient la République parlementaire trop faible et trop indécise pour mener une guerre victorieuse.
Côté allemand, la décision de créer une affaire vient directement de Bismarck, sans passer par les autorités d'Alsace-Lorraine, qui ne sont que des exécutants, expliquait ainsi que les inspecteurs qui ont enlevé Schnæbelé soient prussiens. Bismarck cherchait à faire paraître la France comme dangereuse et menaçant la paix via ses espions. Cette affaire, qui se termine rapidement, a de grandes conséquences en France puisqu'elle permet à Boulanger de conforter son image de revanchard et de créer une légende contre Bismarck mais aussi concernant l'attitude de la population, qui aurait été totalement derrière une guerre. Cela conforte aussi l'idée pour les opportunistes que Boulanger doit être éliminé aussi par la droite et une partie des radicaux modérés.
En dernière analyse, ce qui empêche la situation de dégénérer est donc bien la conviction par les deux camps de l'inopportunité d'un conflit à ce moment précis, ainsi que la relative modération des équipes alors au pouvoir dans les deux pays.
C'est lors de cette affaire que le 20 avril 1887, face à la position de Boulanger, qui s'exclamait « je ne vois pas de réponse sous une autre forme que celle de l'ultimatum », Clemenceau fait ce fameux commentaire sous forme de boutade : « La guerre ! C'est une chose trop grave pour la confier à des militaires »,.